# 暁の討伐隊
『暁の討伐隊』（あかつきのとうばつたい、The Real Glory）は1939年のアメリカ合衆国の映画。出演はゲイリー・クーパーやデヴィッド・ニーヴンなど。

## キャスト
※括弧内は日本語吹替（初回放送：1971年11月25日 東京12チャンネル 『木曜洋画劇場』）
- ビル・カナバン：ゲイリー・クーパー（黒沢良）
- テレンス・マックール中尉：デヴィッド・ニーヴン（中村正）
- リンダ：アンドレア・リーズ（里見京子）
- スティーブ・ハートリー大尉：レジナルド・オーウェン
- ラーセン中尉：ブロデリック・クロフォード（相模武）
- ダトゥ：ウラディーミル・ソコロフ（大宮悌二）

## スタッフ
- 監督：ヘンリー・ハサウェイ
- 製作：サミュエル・ゴールドウィン
- 原作：チャールズ・L・クリフォード
- 脚本：ジョー・スワーリング、ロバート・R・プレスネル
- 撮影：ルドルフ・マテ
- 音楽：アルフレッド・ニューマン